# Lysiteles niger
Lysiteles niger är en spindelart som beskrevs av Ono 1979. Lysiteles niger ingår i släktet Lysiteles och familjen krabbspindlar. Inga underarter finns listade i Catalogue of Life.